# Hermas quercifolia
Hermas quercifolia är en flockblommig växtart som beskrevs av Christian Friedrich Frederik Ecklon och Carl Ludwig Philipp Zeyher. Hermas quercifolia ingår i släktet Hermas och familjen flockblommiga växter. Inga underarter finns listade i Catalogue of Life.